# Zdbowo (wieś)
Zdbowo – wieś w Polsce położona w województwie zachodniopomorskim, w powiecie wałeckim, w gminie Tuczno.
| SIMC    | Nazwa  | Rodzaj    |
| ------- | ------ | --------- |
| 0530867 | Mączno | część wsi |

Niecały 1 km na południe od wioski przebiega linia kolejowa nr 403, ale miejscowość nie posiada przystanku kolejowego, toteż mieszkańcy muszą korzystać z oddalonego o 2 km przystanku w Tucznie. 
W latach 1975–1998 miejscowość administracyjnie należała do województwa pilskiego.